# William Digby (5e baron Digby)
William Digby, 5e baron Digby (20 février 1661 - 27 novembre 1752) est un pair britannique et membre du Parlement.

## Biographie
Il est un fils cadet de Kildare Digby (2e baron Digby) et de Mary Gardiner. Il s'inscrit au Magdalen College d'Oxford le 16 mai 1679 et obtient un BA en 1681.
En 1686, il succède à son frère aîné en tant que cinquième baron Digby. Il s'agit d'une pairie irlandaise qui ne lui permet pas de siéger à la Chambre des lords anglaise. En 1689, il est élu à la Chambre des communes pour Warwick, circonscription qu'il représente jusqu'en 1698. En septembre 1698, il hérite du Château de Sherborne de son cousin, John Digby (3e comte de Bristol).

## Famille
Lord Digby épouse Jane Noel (1664 - 10 septembre 1733), fille d'Edward Noel (1er comte de Gainsborough), en 1686. Ils ont quatre fils et huit filles:
- John Digby (c. 1687 - 18 mars 1746) Il s'inscrit au Magdalen College d'Oxford le 10 septembre 1703 et reçoit sa maîtrise le 8 mai 1707[1]. Le 11 avril 1715, son père demande à la Chambre des Lords un projet de loi privé pour déshériter John, devenu fou en 1711 à l'étranger et considéré comme incurable.
- Robert Digby (c. 1692 - 19 août 1726)
- Edward Digby (v. 1693 - 1746),
- Wriothesley Digby (décédé le 12 mai 1767) Il s'inscrit au Magdalen College le 9 mars 1713/4 et obtient un BA en 1716. Il obtient une BCL du All Souls College d'Oxford en 1721 et est admis au barreau du Middle Temple en 1725, et reçoit un DCL en 1726[1]. Il épouse Mary Cotes de Woodcote.
- Mary Digby (c. 1689 - 31 mars 1729)
- Elizabeth Digby (décédée en 1730), épouse John Dolben, 2e baronnet et mère de William Dolben (3e baronnet), militant renommé contre la traite des esclaves
- Rachel Digby, morte jeune
- Jane Digby, morte jeune
- Juliana Digby, mariée avec Herbert Mackworth
- Catharine Digby (c. 1702 - 13 avril 1745)
- Frances Digby (décédée le 19 septembre 1788), mariée à James Cotes de Woodcote
- Jane Digby (c. 1706 - 1er octobre 1738)

En 1708, il reçoit un DCL d'Oxford.
Il meurt en novembre 1752 à l'âge de 91 ans. Son petit-fils Edward Digby (6e baron Digby) lui succède.